# Wojna halibutowa

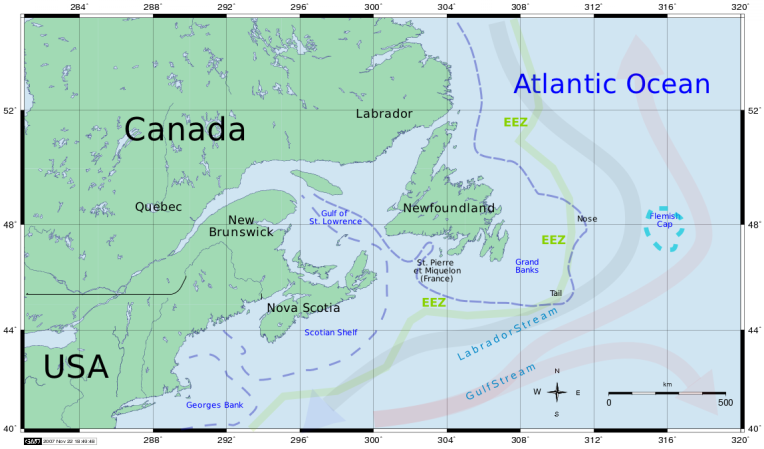
Obszar północno-zachodniego Atlantyku z zaznaczonymi przebiegiem granicy wyłącznej strefy ekonomicznej (EEZ), Grand Banks i Flemish Cap

Wojna halibutowa (ang.: Turbot War) – międzynarodowa konfrontacja z 1995 roku pomiędzy Kanadą a Hiszpanią, wspieraną przez większość państw Unii Europejskiej, dotycząca limitów połowowych halibuta grenlandzkiego (Reinhardtius hippoglossoides, zwany popularnie, chociaż nieprawidłowo, turbotem grenlandzkim) na wodach międzynarodowych północnego Atlantyku, w rejonie Ławicy Nowofundlandzkiej (Grand Banks) i Flemish Cap.

## Przyczyny
W związku ze zmniejszającymi się zasobami rybnymi na otwartym oceanie i związanym z tym realnym zagrożeniem utraty miejsc pracy przez rybaków z Nowej Fundlandii, w 1994 roku Kanada zażądała od Organizacji Rybołówstwa Północno-Zachodniego Atlantyku (Northwest Atlantic Fisheries Organisation, NAFO) ograniczenia limitów połowowych dla operujących tam rybaków. Nowe regulacje uderzały szczególnie w interesy przedsiębiorców z Hiszpanii i Portugalii, którzy, wspierani przez większość pozostałych państw Unii Europejskiej, oprotestowali niekorzystną decyzję, stojąc jednocześnie na stanowisku, że do czasu rozpatrzenia protestu mogą kontynuować działalność według dotychczasowych limitów. Spowodowało to ogłoszenie 6 marca 1995 roku przez rząd kanadyjski 60-dniowego moratorium na połowy ryb w strefie regulacji poza wyłączną strefą ekonomiczną Kanady.
Kanada dysponowała w tym sporze poparciem międzynarodowym Rosji, Japonii, Islandii, Korei Południowej, Norwegii i Kuby, oraz argumentami naukowców, wskazujących na gwałtowne zmniejszanie się północnoatlantyckiej populacji halibuta. Równocześnie rząd kanadyjski znajdował się pod silną presją wewnętrzną, związaną z likwidacją w pierwszej połowie lat 90. XX wieku około 30% przedsiębiorstw przemysłu rybnego na Nowej Fundlandii (według różnych szacunków oznaczało to utratę od 35 do 50 tysięcy miejsc pracy). Z kolei rybacy hiszpańscy i portugalscy, dla których północno-zachodni Atlantyk stanowił tradycyjne i pierwszoplanowe łowisko, uzyskali wsparcie znacznej części państw Unii Europejskiej oraz krajów kandydujących: Polski, Litwy Łotwy i Estonii. Stanowiska Unii nie poparły Wielka Brytania i Irlandia, również skonfliktowane z Hiszpanią na tle działalności ich rybaków.

## Konfrontacja
Po ogłoszeniu kanadyjskiego moratorium 38 obecnych w objętej nim strefie wód międzynarodowych hiszpańskich i portugalskich statków rybackich przerwało połowy na dwa dni. Według szacunków do tej chwili odłowiły one około 7000 ton ryb, co ponad dwukrotnie przekraczało sporny limit 3400 ton dla całej Unii Europejskiej. 9 marca połowy wznowiono, co spowodowało natychmiastową reakcję obecnych na łowiskach jednostek Kanadyjskiej Straży Wybrzeża (Canadian Coast Guard) i Royal Canadian Navy. Zatrzymały one na wodach międzynarodowych trawler „Estai”, który został przeprowadzony do portu w St. John’s na Nowej Fundlandii. Ponieważ kanadyjscy inspektorzy podczas kontroli trawlera stwierdzili naruszenie obowiązujących przepisów (czego dowodem były sieci rybackie o średnicy oczek mniejszej niż dopuszczalna), „Estai” został zatrzymany (zwolniono go za kaucją 15 marca), zaś jego szyper miał stanąć przed sądem. Pozostałe statki rybackie wycofały się z objętej moratorium strefy, zaś Hiszpania zdecydowała wysłać na sporny akwen własne okręty wojenne. Były to trzy patrolowce typu Serviola i dwa holowniki oceaniczne.
Pierwsze jednostki hiszpańskie dotarły w rejon połowów 17 marca, co było dla rybaków sygnałem do wznowienia działalności. Przez kilka kolejnych dni okręty kanadyjskie i hiszpańskie blokowały wzajemnie swoje działania, szczęśliwie nie powodując incydentów zbrojnych i żadnych strat. Nadchodzący sztorm spowodował przerwanie jakichkolwiek działań, wznowionych jednak 21 marca. Pięć dni później jeden z hiszpańskich patrolowców, działając na granicy kolizji, uniemożliwił Kanadyjczykom inspekcję na trawlerze. Od tej pory strona kanadyjska zaprzestała zatrzymywania jednostek rybackich, skupiając się na niszczeniu im sieci, także przy użyciu materiałów wybuchowych. Ostatnia taka akcja miała miejsce 6 kwietnia.
Hiszpania zareagowała bardzo gwałtownie na próby ograniczania działalności swoich rybaków. Spektakularne było przywrócenie wiz dla obywateli Kanady, poza tym rząd hiszpański zwrócił się do Unii Europejskiej o wprowadzenie sankcji gospodarczych, co jednak spotkało się z oporem innych państw (spowodowanych głównie ich niekorzystnym bilansem handlowym z Kanadą, co przyniosłoby większe straty gospodarce unijnej). Także Wielka Brytania i Irlandia, oskarżające rybaków hiszpańskich o łamanie przepisów połowowych na ich wodach terytorialnych, nie zgodziły się na poważniejsze restrykcje wobec Kanady, grożąc wetem. W wyniku rozmów dyplomatycznych wypracowano nowy sposób podziału limitów połowowych, bardziej, chociaż nie całkowicie satysfakcjonujący przedsiębiorców z Półwyspu Iberyjskiego. Musieli oni wycofać na inne łowiska 20 z 38 łowiących halibuta jednostek. Jednocześnie anulowana została kara i zwrócona kaucja (w wysokości 500 000 CAD) nałożone na trawler „Estai”.

## Konsekwencje
Kompromis w sprawie limitów połowowych przewidywał utrzymanie zmniejszonej globalnej ilości odławianego halibuta, w wysokości 27 000 ton. Po 45% przydzielono Kanadzie i Unii Europejskiej (w praktyce do wykorzystania przez rybaków hiszpańskich i portugalskich), pozostałe 10% innym uczestnikom porozumienia. W ustanowienie tego podziału aktywnie włączyła się Rosja, która w zamian za znaczące ograniczenie własnych możliwości połowowych na Atlantyku uzyskała od Kanady prawo do korzystania z jej limitów odławiania łososia pacyficznego.
Postępowanie Kanady stanowiło pewien precedens w rozszerzaniu stref uprawnień prawa państwowego poza granicę wyłącznej strefy ekonomicznej. Skorzystała z niego Rosja podczas konfliktu z flotami rybackimi (w tym polską) poławiającymi mintaja na Morzu Ochockim.